# Lebeckia
Genre
Synonymes
- Acanthobotrya Eckl. & Zeyh[2].

Lebeckia est un genre de plantes à fleurs dicotylédones de la famille des Fabaceae, sous-famille des Faboideae, originaire d'Afrique australe, qui comprend une quarantaine d'espèces acceptées.
Les espèces de ce genre produisent des alcaloïdes pyrrolizidiniques, dont les principaux sont la spartéine, la lupanine et la nuttalline, ainsi que des alcaloïdes secondaires ( α-isolupanine et lebeckianine ou 3β,4α-dihydroxylupanine). Le genre Lebeckia diffère des autres genres de la tribu des Crotalarieae produisant des alcaloïdes pyrrolizidiniques par l'absence d'alcaloïdes à pyridone et d'esters d'alcaloïdes.

## Étymologie
Le nom générique, « Lebeckia », est un hommage à Heinrich Julius Lebeck (1772–1801), botaniste néerlandais, collecteur de plantes en Indo-Malaisie, qui fut l'élève de Carl Peter Thunberg.

## Liste d'espèces
Selon The Plant List (2 novembre 2018) :
- Lebeckia acanthoclada Dinter
- Lebeckia ambigua E.Mey.
- Lebeckia bowieana Benth.
- Lebeckia carnosa (E.Mey.) Druce
- Lebeckia cinerea E.Mey.
- Lebeckia contaminata (L.) Thunb.
- Lebeckia cytisoides Thunb.
- Lebeckia densa Thunb.
- Lebeckia dinteri Harms
- Lebeckia fasciculata Benth.
- Lebeckia gracilis Eckl. & Zeyh.
- Lebeckia grandiflora Benth.
- Lebeckia halenbergensis Merxm. & A.Schreib.
- Lebeckia humilis Thunb.
- Lebeckia inflata Bolus
- Lebeckia leipoldtiana R.Dahlgren
- Lebeckia leptophylla Benth.
- Lebeckia leucoclada Schltr.
- Lebeckia linearifolia E.Mey.
- Lebeckia longipes Bolus
- Lebeckia lotonoides Schltr.
- Lebeckia lotononoides Schltr.
- Lebeckia macowanii T.M.Salter
- Lebeckia macrantha Harv.
- Lebeckia marginata E.Mey.
- Lebeckia melilotoides R.Dahlgren
- Lebeckia meyeriana Eckl. & Zeyh.
- Lebeckia mucronata Benth.
- Lebeckia multiflora E.Mey.
- Lebeckia obovata Schinz
- Lebeckia parvifolia (Schinz) Harms
- Lebeckia pauciflora Eckl. & Zeyh.
- Lebeckia plukenetiana E.Mey.
- Lebeckia psiloloba Walp.
- Lebeckia pungens Thunb.
- Lebeckia schlechteriana Schinz
- Lebeckia sepiaria (L.) Thunb.
- Lebeckia sericea Thunb.
- Lebeckia sessilifolia (Eckl. & Zeyh.) Benth.
- Lebeckia simsiana Eckl. & Zeyh.
- Lebeckia spinescens Harv.
- Lebeckia subnuda DC.
- Lebeckia subsecunda Gand.
- Lebeckia wrightii (Harv.) Bolus